# Dolby Theatre

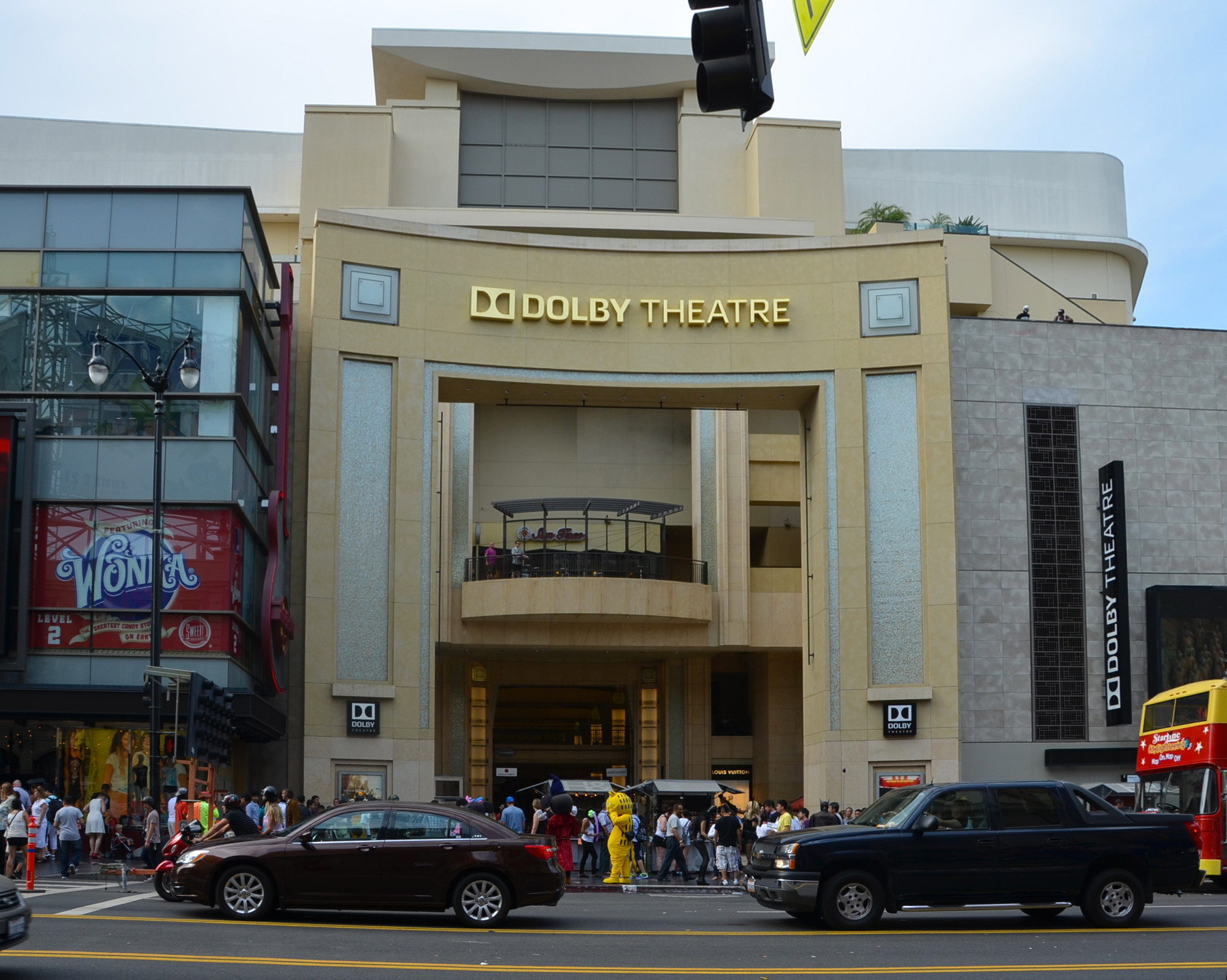
Dolby Theatre i Hollywood.

Dolby Theatre (tidigare Kodak Theatre) är en teater i nöjeskomplexet Hollywood and Highland på Hollywood Boulevard och North Highland Avenue i distriktet Hollywood i Los Angeles. Teatern invigdes 9 november 2001, och har sedan mars 2002 varit platsen för den årliga Oscarsgalan.
Teatern designades med Oscarsgalan i åtanke. Den har 3 400 sittplatser och scenen är en av de största i USA. Teatern sponsrades av Kodak som betalade 75 miljoner amerikanska dollar för att få sitt namn på byggnaden. Den ägs av CIM Group och hyrs av Amerikanska filmakademien för Oscarsgalan.
I entréhallen av Dolby Theatre finns pelare med vinnare av bästa film sedan 1927-1928, med tomma platser för kommande vinnare.

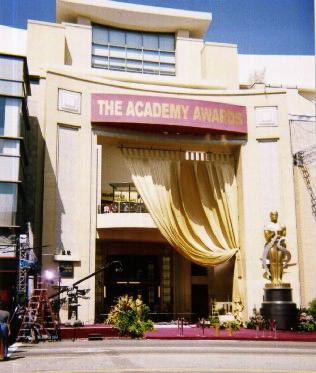
Teatern förberedd för Oscargalan

Resten av året anordnas konserter med olika artister, bland annat Celine Dion, Dixie Chicks, Elvis Costello, Vanilla Ice, Barry Manilow, Prince, Ian Anderson, David Gilmour, Broadwaymusikaler, dansshower, symfoniuppvisningar och opera. Andra evenemang har varit bland annat AFI Life Achievement Award till Tom Hanks, ESPY Awards för årliga sportprestationer, BET Awards och American Idol-finalerna. År 2005 var Nintendo där för att göra reklam för sin senaste spelkonsol, Wii, innan E3-mässan började. Teatern hyrdes ut igen till Nintendo år 2006 för sin konferens innan E3-mässan. Victoria's Secret Fashion Show 2006 hölls i Kodak Theatre för första gången efter att tidigare år har hållits i New York.
Efter att Eastman Kodak hamnat på obestånd och slutat sponsra teatern i februari 2012 bytte teatern tillfälligt namn till The Hollywood and Highland Center Theatre. 1 maj samma år bytte den namn till Dolby Theatre, efter Dolby Laboratories.